# Мечкор
Мечкор — река в России, протекает по Кудымкарскому району Пермского края. Устье реки находится в 31 км по левому берегу реки Кува. Длина реки составляет 28 км. В 8 км от устья принимает справа реку Лопва, а в 8,2 км от устья принимает справа реку Исаковка.
Исток реки на Верхнекамской возвышенности на границе с Юрлинским районом в 3 км юго-западнее деревни Вятчина и в 12 км к юго-востоку от села Юрлаа. Исток находится на водоразделе бассейнов Иньвы и Косы, рядом берёт начало река Зула.
Река течёт на юг. Притоки — Чейкасошор (левый); Лопва, Исаковка, Солдатов Шор (правые). Крупнейший населённый пункт на реке — большое село Белоево. Кроме него река протекает деревни Цыбьян, Ильичи и Непина. Впадает в Куву в деревне Мечкор. Ширина реки у устья — 12 метров, скорость течения — 0,3 м/с.

## Данные водного реестра
По данным государственного водного реестра России относится к Камскому бассейновому округу, водохозяйственный участок реки — Кама от города Березники до Камского гидроузла, без реки Косьва (от истока до Широковского гидроузла), Чусовая и Сылва, речной подбассейн реки — бассейны притоков Камы до впадения Белой. Речной бассейн реки — Кама.
Код объекта в государственном водном реестре — 10010100912111100008045.